# 2352 Kurchatov
2352 Kurchatov è un asteroide della fascia principale. Scoperto nel 1969, presenta un'orbita caratterizzata da un semiasse maggiore pari a 3,1083335 UA e da un'eccentricità di 0,1092765, inclinata di 14,78776° rispetto all'eclittica.